# 千葉科学大学
千葉科学大学（ちばかがくだいがく、英語: Chiba Institute of Science）は、千葉県銚子市潮見町3番地に本部を置く日本の私立大学。2004年（平成16年）創立、2004年（平成16年）大学設置。大学の略称はCIS。

## 概要

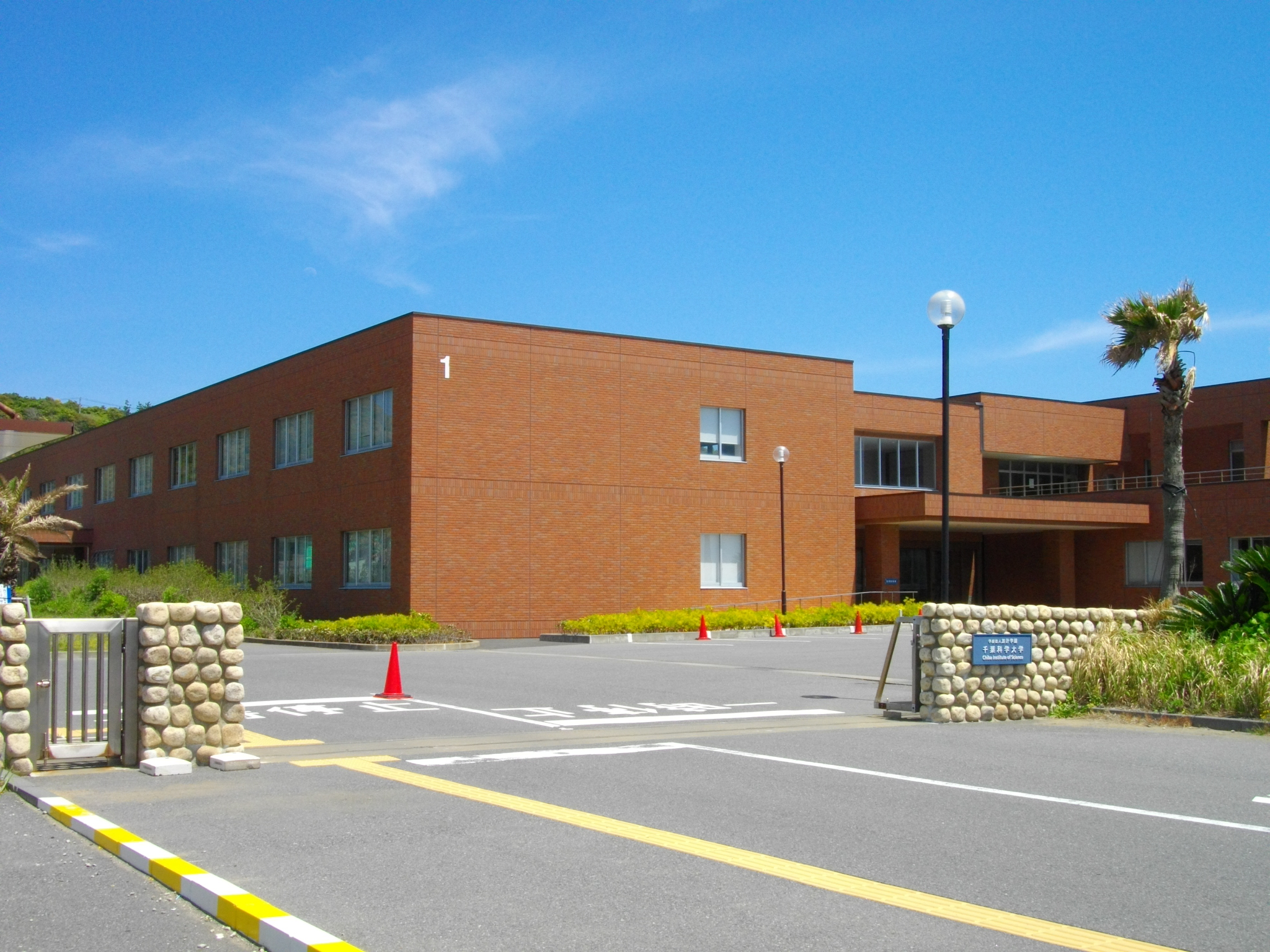
千葉科学大学本部キャンパス

薬学部及び日本初の危機管理学部を有する私立の理科系大学として、2004年（平成16年）4月6日に開学した。2005年（平成17年）3月には、学部棟・図書館棟・講義棟・厚生棟・体育館・グラウンドからなるマリーナキャンパスが完成した。その後、大学院薬科学研究科と危機管理学研究科の修士課程・博士課程が設置されたほか、2014年（平成26年）には新たに看護学部が設置された。
2022年（令和4年）には千葉科学大学附属高等学校（広域制通信制課程・普通科）を本部キャンパス敷地内に開校した。
2025年（令和7年）3月には、本校及び付属高校について、2026年（令和8年）4月より沖縄県の学校法人大城学園が運営することで合意がなされた。

## 沿革
- 2003年（平成15年）
  - 4月27日 - 「千葉理科大学」として開学申請。
  - 10月15日 - 名称を「千葉科学大学」へ変更。
  - 11月21日 - 設置認可。
- 2004年（平成16年）
  - 4月 - 千葉科学大学（本部キャンパス）を薬学部、危機管理学部の2学部で開学。
  - 6月22日 - 放送大学と単位互換協定を締結[6]。
  - 10月 - 放送大学と単位互換を開始。
- 2005年（平成17年）- 本部キャンパスより300m西側、マリーナキャンパス完成。
- 2006年（平成18年）- 薬学部薬学科6年制化、同学部薬科学科（4年制）開設。
- 2007年（平成19年）- 薬学部薬科学科内に創薬生命科学コースと動物薬科学コースの2コースを開設、危機管理学部環境安全システム学科内に3コース目の感染防御学コース開設。
- 2008年（平成20年）
  - 危機管理学部環境安全システム学科内に4コース目のマリンバイオコース開設。
  - 薬学部に動物生命薬科学科（新学科）を開設、大学院修士課程（危機管理学研究科危機管理学専攻、薬科学研究科薬科学専攻）を開設。
- 2009年（平成21年）- 危機管理学部を改組し、危機管理システム学科、動物・環境システム学科、医療危機管理学科の3学科を開設。
- 2010年（平成22年）- 危機管理学部に、航空・輸送安全学科を開設。薬学部を改組し、生命薬科学科（4年制）を開設。大学院博士課程（後期）（危機管理学研究科危機管理学専攻、薬科学研究科薬科学専攻）を開設。
- 2012年（平成24年）- 危機管理学部の動物・環境システム学科を改組し、環境危機管理学科、動物危機管理学科を開設。
- 2013年（平成25年）- 危機管理学部航空・輸送安全学科を工学技術危機管理学科に改称。
  - 4月 東京サテライト教室開講[7]
- 2014年（平成26年）
  - 4月 - 看護学部看護学科を開設。
  - 文部科学省「地（知）の拠点整備事業(COC)」において「防災・郷土教育を積み上げた、人に優しく安心して住める地域創り」採択。
- 2016年（平成28年）
  - 文部科学省「地（知）の拠点大学による地方創生推進事業（COC＋）」に採択された「都市と世界をつなぐ千葉地方圏の”しごと”づくり人材育成事業（千葉大学）」に参加。
  - 危機管理学部環境危機管理学科に、日本初の風力発電施設保守管理技術者養成のための「風力発電コース」の新設を決定。
  - 文部科学省の私立大学研究ブランディング事業として、『「フィッシュ・ファクトリー」システムの開発及び「大学発ブランド水産種」の生産』採択。
- 2017年（平成29年）- 危機管理学部工学技術危機管理学科を、航空技術危機管理学科に改称。
- 2018年（平成30年） 
  - 「次世代養殖施設環境リサーチセンター」開設。[8]。
  - コオロギを養殖して食料や飼料として活用することを目標に、地元企業のガラスリソーシングと共同研究契約[9]。
- 2019年（平成31年）- 危機管理学部危機管理システム学科から危機管理学科に改称。危機管理学部医療危機管理学科から保健医療学科に改称。
- 2022年（令和4年）- 本部キャンパス敷地内に千葉科学大学附属高等学校（広域制通信制課程・普通科）開校[4]。

## 教育及び研究
2015年度の進路状況は、薬学部卒業82名中、就職者51名、進学者8名、その他23名、危機管理学部卒業237名中、就職者169名、進学者15名、その他50名。

### 学部
- 薬学部
  - 薬学科（6年制）
- 危機管理学部 - 危機管理学部は文系分野・理系分野にまたがって、4学科より構成されている。
  - 危機管理学科
    - 総合危機管理コース
    - ビジネス・経営管理コース
    - 消防官・地域防災コース
    - 警察官・犯罪科学コース
    - 自衛官・安全保障コース
    - 地球環境保全コース

  - 保健医療学科
    - 臨床検査学コース
    - 臨床工学コース
    - 救急救命学コース

  - 航空技術危機管理学科
    - 航空工学・ドローンコース
    - 航空マネジメントコース
    - パイロットコース

  - 動物危機管理学科
    - 動物生命科学コース
    - 動物看護学コース
    - 野生動物管理学コース
    - 動物資源学コース
    - 畜産学コース
    - 水生動物学コース
    - アニマルビジネスコース
- 看護学部
  - 看護学科

### 別科
- 留学生別科

### 大学院
- 薬学研究科
  - 薬学専攻（博士課程（4年制）のみ）
  - 薬科学専攻
- 危機管理学研究科
  - 危機管理学専攻
- 看護学研究科
  - 看護学専攻（修士課程のみ）

## 大学関係者一覧

### 現教員
- 木曽功（元学長、元内閣官房参与、元国連教育科学文化機関日本政府代表部大使）
- 東祥三（学長　外交・安全保障、元内閣府副大臣）
- 中田宏[11]（客員教授、元横浜市長、元衆議院議員）
- 坊城俊成（薬学部薬学科教授、元文化庁主任文化財調査官、旧伯爵坊城家第29代当主）
- 山下裕貴（客員教授、元陸将中部方面総監）

### 元教員
- ジョン・ムウェテ・ムルアカ（特担教授　医用機器工学、元総務省参与、元衆議院議員秘書）2023年に逝去
- 長村洋一（生化学）
- 宮林正恭（元副学長 危機管理学）
- 忠鉢繁（気象学）- オゾンホールの発見者として有名。
- 安田一郎　(薬学)
- 萩生田光一（衆議院議員、元文部科学大臣、名誉客員教授）
- 井上義行（政治家、客員教授）[12]
- 篠塚保（外交官、客員教授）[13]
- 酒井明（危機管理学、元法務省広島入国管理局長、元東日本入国管理センター所長）
- 杜祖健（化学、毒性学）
- 橋本裕藏（刑法学）
- 吉川泰弘（危機管理学、東京大学名誉教授）

## キャンパス
いずれも千葉県銚子市に所在。
- 本部キャンパス
- マリーナキャンパス[14]

## 教育提携校
- 弘前学院聖愛中学高等学校
- 茨城県立麻生高等学校
- 茨城県立潮来高等学校
- 茨城県立鹿島高等学校
- 茨城県立神栖高等学校
- 茨城県立波崎高等学校
- 茨城県立波崎柳川高等学校
- 茨城県立鉾田第一高等学校
- 茨城県立鉾田第二高等学校
- 千葉県立旭農業高等学校
- 千葉県立小見川高等学校
- 千葉県立佐倉東高等学校
- 千葉県立佐原高等学校
- 千葉県立佐原白楊高等学校
- 千葉県立匝瑳高等学校
- 千葉県立多古高等学校
- 千葉県立銚子高等学校
- 千葉県立銚子商業高等学校
- 銚子市立銚子高等学校
- 千葉県立東総工業高等学校
- 千葉県立成田北高等学校
- 千葉県立成東高等学校
- 千葉県立松尾高等学校
- 千葉萌陽高等学校
- 千葉明徳高等学校
- 敬愛大学八日市場高等学校
- 横芝敬愛高等学校
- 学校法人鎌形学園
  - 東京学館高等学校
  - 東京学館浦安高等学校
  - 東京学館船橋高等学校
- 大森学園高等学校
- 兵庫県立舞子高等学校
- 神戸国際大学附属高等学校

## アクセス
- 千葉交通「千葉科学大学」バス停下車
- 銚子電気鉄道線外川駅より徒歩14分

## 社会との関わり
2011年（平成23年）に発生した東日本大震災時に、学生サークルの学生消防隊およびスターラビッツが、銚子市近隣の千葉県旭市飯岡地区でボランティア活動を行った。

## メディア

### 撮影協力
- 太陽と海の教室 - 撮影協力
- アイラブユー - 撮影協力
- きみと、波にのれたら - 撮影協力